# Heterarquia
Heterarquia (do grego ετερος heteros = do outro e αρχειν archein = prevalência, como prevalência dos outros), sistema onde não há um controle centralizado vertical, mas predomina uma ordem consensual. É diferente da homoarquia, ausência de centralização e coerção, e da hierarquia, ordem centralizada e verticalizada.
Heterarquia é um sistema de organização, onde os elementos da organização não são classificados (não hierárquicos) ou onde eles possuem o potencial de serem classificados de várias maneiras. As definições do termo variam entre as disciplinas: ciências sociais e ciências da informação, as heterarquias são redes com vários elementos, em que cada elemento compartilha a mesma posição "horizontal" de poder e autoridade, cada uma desempenhando um papel teoricamente igual. Mas, na taxonomia biológica, as características necessárias da heterarquia envolvem, por exemplo, uma partilha de espécies, com uma espécie de uma família diferente, mais um antepassado comum que não compartilha com os membros de sua própria família. Isto é teoricamente possível sob os princípios da "transferência horizontal de genes".
A concepção de heterarquia pode ser paralela a uma hierarquia, subordinada a uma hierarquia ou pode conter hierarquias; os dois tipos de estrutura não são mutuamente exclusivos. De fato, cada nível em um sistema hierárquico é composto de um grupo potencialmente heterárquico que contém seus elementos constituintes.
O conceito de heterarquia foi empregado pela primeira vez em um contexto moderno por Warren McCulloch em 1945, em um estuo sobre redes neurais. Como Carole L. Crumley resumiu, "examinou a(s) estrutura(s) cognitiva(s) alternativa(s), a organização coletiva da qual ele chamou de heterarquia. Ele demonstrou que o cérebro humano, embora razoavelmente ordenado, não estava organizado hierarquicamente. Esse entendimento revolucionou o estudo neural do cérebro e solucionou grandes problemas nos campos da inteligência artificial e do design informático".

## Princípios gerais
Em um grupo de itens relacionados, a heterarquia é um estado em que qualquer par de itens provavelmente estará relacionado em duas ou mais maneiras diferentes. Enquanto as hierarquias classificam grupos em categorias e subcategorias progressivamente menores, as heterarquias dividem e unem os grupos de forma variada, de acordo com múltiplas preocupações que emergem ou se afastam da visão principal. Aparentemente, nenhuma maneira de dividir um sistema heterárquico pode ser uma visão totalizadora ou abrangente do sistema, cada divisão é claramente parcial e em muitos casos, uma divisão parcial nos levam como perceptores, a um sentimento de contradição que convida a uma nova maneira de dividir as coisas. (Mas, é claro, a próxima visão é tão parcial e temporária). A heteroterapeuta é um nome para este estado das coisas, e uma descrição de uma heterarquia geralmente requer um pensamento ambivalente... uma vontade de ambicionar livremente entre perspectivas não relacionadas.
No entanto, como os requisitos para um sistema heterárquico não são exatamente afirmados, a identificação de uma heterarquia através do uso de materiais arqueológicos muitas vezes pode ser difícil. 
Exemplos de conceptualizações heterárquicas incluem as concepções Gilles Deleuze / Félix Guattari de desterritorialização, rizoma e corpo sem órgãos.

## Informação de estudos
Numerosos observadores nas ciências da informação argumentaram que a estrutura heterarquista processa mais informações de forma mais eficaz do que a estrutura hierárquica. Um exemplo da eficácia potencial da heterarquia seria o rápido crescimento do projeto heterarquista do site Wikipedia em comparação com o crescimento falhado do projeto Nupedia. A heterarquia supera cada vez mais a hierarquia à medida que a complexidade e a taxa de variação aumenta.
A heterarquia informacional pode ser definida como uma forma organizacional em algum lugar entre hierarquia e redes que fornece links horizontais que permitem que diferentes elementos de uma organização cooperem enquanto otimizam individualmente diferentes critérios de sucesso. Em um contexto organizacional, o valor da heterarquia deriva da forma como permite a avaliação legítima de múltiplas habilidades, tipos de conhecimento ou estilos de trabalho sem privilegiar um sobre o outro. Na ciência da informação, portanto, a heterarquia, a autonomia e a hierarquia combinadas formam o termo genérico Triarquia.
Este conceito também foi aplicado ao campo da arqueologia, onde permitiu que os pesquisadores compreendessem melhor a complexidade social. Para mais informações, veja as obras de Carole Crumley.
Um exemplo clássico de heterarquia no jornalismo é o noticiário produzido de forma colaborativa na revista online de tecnologia Slashdot. Outro exemplo é a enciclopédia virtual Wikipédia. O mesmo padrão está sendo usado, em maior ou menor escala, por outras iniciativas na Web como o jornal sul-coreano Ohmy News e as noticias produzidas por usuários de sistemas de weblogs instantâneos, como o Twitter. A heterarquia procura definir uma forma de trabalho coletivo onde não há um superior e nem uma agenda ou método imposto de cima para baixo, por meio de chefias hierarquizadas. No sistema heterárquico existe uma ordem, decidida pela maioria, ao contrário da anarquia, onde não existe ordem alguma.

## Sociologia e teoria política
O antropólogo Dmitri Bondarenko segue o pensamento de Carole Crumley em sua definição de heterarquia como "a relação de elementos entre si quando não são classificados ou quando eles possuem o potencial de serem classificadas de várias maneiras diferentes" e argumenta que, portanto, não é estritamente o oposto da hierarquia, mas sim o oposto da homoarquia, ela sim é definida pelo pensamento de Carole Crumley. 
David C. Stark vem contribuindo para o desenvolvimento do conceito de heterarquia na sociologia das organizações.
Hierarquia política e heterarquias são sistemas em que múltiplas estruturas dinâmicas de poder governam as ações do sistema. Eles representam diferentes tipos de estruturas de rede que permitem diferentes graus de conectividade. Em uma hierarquia (Estrutura em árvore), cada nó está conectado a no máximo um nó parente ou nós filhos. Em uma heterarquia, no entanto, um nó pode ser conectado a qualquer um dos seus nós vizinhos sem a necessidade de passar ou obter permissão de algum outro nó.
Socialmente, uma heterarquia distribui privilégios e tomada de decisão entre os participantes, enquanto uma hierarquia atribui mais poder e privilégio aos membros altos na estrutura. Em uma perspectiva sistêmica, Gilbert Probst, Jean-Yves Mercier e outros descrevem a heterarquia como a flexibilidade dos relacionamentos formais dentro de uma organização. Os temas de dominação e subordinação podem ser revertidos e os privilégios podem ser redistribuídos em cada situação, seguindo as necessidades do sistema. 
Uma rede heterárquica poderia ser usada para descrever conexões de neurônios ou democracia, embora existam elementos claramente hierárquicos em ambos.
O termo heterarquia é usado em conjunto com os conceitos de holons e holografia para descrever sistemas individuais em cada nível de uma holografia.

## Definições
- Monarquia: Monarquia é um sistema político que tem um monarca como líder do Estado. O significado de monarquia é também o rei e a família real de um determinado país. Neste caso, a monarquia é o mesmo que a realeza. A monarquia hereditária é o sistema mais comum de escolha de um monarca.

- Democracia: É um regime de governo em que todas as importantes decisões políticas estão com o povo, que elegem seus representantes por meio do voto. É um regime de governo que pode existir no sistema presidencialista, onde o presidente é o maior representante do povo, ou no sistema parlamentarista, onde existe o presidente eleito pelo povo e o primeiro ministro que toma as principais decisões políticas.

- Hierarquia: Hierarquia é a ordenada distribuição dos poderes com subordinação sucessiva de uns aos outros, é uma série contínua de graus ou escalões, em ordem crescente ou decrescente, podendo-se estabelecer tanto uma hierarquia social, uma hierarquia urbana, militar, eclesiástica etc.

- Anarquia: O anarquismo é uma teoria política que rejeita o poder estatal e acredita que a convivência entre os seres humanos é simplesmente determinada pela vontade e pela razão de cada um. É possível distinguir as correntes individualistas das correntes coletivistas no que se refere ao problema da propriedade privada.